# 洪玛娜
洪玛娜（高棉语：ហ៊ុន ម៉ាណា，1980年9月15日—），出生于柬埔寨金边市，柬埔寨总理洪森与夫人文拉妮之长女，洪森亲王最宠爱的女儿，柬埔寨著名企业家，现任柬埔寨巴仁电视台公司董事长，其丈夫为前金边警察局局长福隆迪之子。